# Lijst van burgemeesters van Vleuten
Dit is een lijst van burgemeesters van de voormalige Nederlandse gemeente Vleuten. Deze gemeente ging op 1 januari 1954 op in de gemeente Vleuten-De Meern, die op zijn beurt weer opging in de gemeente Utrecht op 1 januari 2001 .
| Ambtsperiode | Naam burgemeester                         | Partij of stroming | Bijzonderheden                                                                                  |
| ------------ | ----------------------------------------- | ------------------ | ----------------------------------------------------------------------------------------------- |
| 1811 - 1834  | J.H.J. van Bijlevelt                      |                    | tot 1825 schout, in de periode 1820-1834 tevens schout/burgemeester van Haarzuilens             |
| 1834 - 1850  | G.J.H. van Bijlevelt                      |                    | tevens burgemeester van Haarzuilens (1838-1850)                                                 |
| 1850 - 1852  | Willem Frederik Hendrik Greup             |                    | tevens burgemeester van Haarzuilens en Oudenrijn, later burgemeester van Nigtevecht en Vreeland |
| 1852 - 1870  | G.J.H. van Bijlevelt                      |                    | tevens burgemeester van Haarzuilens en Oudenrijn                                                |
| 1870 - 1879  | jhr.mr. Willem Hendrik de Beaufort        |                    | tevens burgemeester van Haarzuilens en van Oudenrijn                                            |
| 1879 - 1901  | jhr. Jan Willem Antonie Barchman Wuytiers |                    | tevens burgemeester van Haarzuilens en van Oudenrijn                                            |
| 1901 - 1915  | Gerrit (G.) Hondelink                     |                    | tevens burgemeester van Haarzuilens en van Oudenrijn                                            |
| 1915 - 1946  | Johannes Anthonius Verder                 |                    | tevens burgemeester van Haarzuilens                                                             |
| 1945 - 1946  | Hendrik (H.A.J.M.) van Koningsbruggen     |                    | waarnemend, tevens waarnemend burgemeester van Haarzuilens                                      |
| 1946 - 1954  | J.H. van der Heide                        |                    | tevens burgemeester van Haarzuilens, daarna burgemeester van Vleuten-De Meern                   |